# Thorsten Kausch
Thorsten Kausch (* 4. September 1973 in Hamburg) ist ein Hamburger Politiker (CDU) und war von Oktober 2005 bis August 2006 Abgeordneter der Hamburgischen Bürgerschaft.

## Leben und Politik
Kausch machte sein Abitur 1993 in Hamburg. Es folgte anschließend der Wehrdienst. Er absolvierte eine Ausbildung zum Betriebswirt an der Berufsakademie Kiel. Im Anschluss folgte ein Studium der Rechtswissenschaften und ein Aufbaustudium als Diplom-Betriebswirt. Er war als Unternehmensberater persönlicher Referent von Wirtschaftssenator Gunnar Uldall und Projektleiter für die Events der Fußball-Weltmeisterschaft 2006 in der Hansestadt.
Nach kommunalpolitischer Tätigkeit wurde er in die Hamburgische Bürgerschaft gewählt. Dort war er Fachsprecher für die CDU-Fraktion im Bereich Kinder-, Familien- und Jugendpolitik. Im Sommer 2006 verließ er die Hamburgische Bürgerschaft, weil er zum 15. August an die Spitze der Hamburg Marketing GmbH (HMG) beordert wurde. Vera Jürs rückte am 15. August 2006 für den Ausgeschiedenen in das Parlament nach.
Er löste bei der HMG Hariolf Wenzler (39) ab und sollte die Geschäfte zunächst bis zum voraussichtlichen Ende des Projektes im März 2007 weiterführen. Am 14. Februar 2007 beschloss die Hamburgische Bürgerschaft, den Auftrag an die HMG zu verlängern. Seitdem nimmt die HMG erweiterte Aufgaben für die Hansestadt wahr. Kausch wurde in seinem Amt bestätigt. Seit Dezember 2010 ist er zudem zweiter Geschäftsführer der Hamburg Tourismus GmbH.
2016 beendete er sämtliche Tätigkeiten für die Stadt und arbeitet nun als selbständiger Unternehmensberater.
Zusammen mit Nikolas Hill und Franziska Hoppermann hat er für die CDU in Hamburg deren Wahlprogramm für die Bürgerschaftswahl 2020 entwickelt.